# Заговор Тома Сойера
«За́говор То́ма Со́йера» (англ. Tom Sawyer's Conspiracy) — незаконченный роман американского писателя Марка Твена, впервые опубликованный в 1967 году. Это продолжение знаменитых романов Марка Твена «Приключения Тома Сойера», «Приключения Гекльберри Финна» и менее знаменитых «Том Сойер за границей», «Том Сойер — сыщик». В этом романе знакомые всем Том Сойер и Гек Финн создают заговор: пытаются напугать свой маленький городок Сент-Питерсберг объявлением про «волну» аболиционистов. Несмотря на незавершённость композиции, роман имеет законченный и последовательный сюжет. На русском языке роман впервые вышел в 2005 г. в издательстве «Текст» и переводе Марины Извековой.

## Сюжет
Том Сойер решил устроить заговор, «чтоб лето зря не пропадало». Суть заговора в том, чтобы напугать родной город воображаемой волной аболиционистов (противников рабства). Том с Геком расклеили объявления о том, что сбежал негр. Потом листовки о сигналах, обращённых к «Сынам свободы» (но не сказано, каких). Потом они рассказали всё Джиму и сказали ему, чтобы протрубил в рог на высокой сосне. После того, как Джим это сделал, город перепугался.
Ребята пошли к Кроту Бредишу, местному скупщику негров проверить, что там творится. Они нашли там спящего «беглого» негра. Том взял у него несколько вещей. Завтра Крот Бредиш сказал Геку, что тот «беглый» негр прячется в пещере на острове Джексона и предложил часть награды за поимку, а Том тем временем пошёл в эту пещеру и переоделся в негра, за которого предложена награда. Но когда Гек пришёл к Кроту, беглого негра не оказалось, а Крот лежал на полу измазанный кровью. Об этом он сказал Тому.
Он начал искать улики и выяснил, что убийц было двое, один из них был беглый негр, после преступления они скрылись, и, не зная здешней местности, один преступник упал в овраг и сломал ногу. Это было видно, потому что один из убийц последующими шагами её волочил. Дальше шаги вели к дому с привидениями на Кардифской горе. Туда пробрался Том и подслушал разговор преступников. Тем временем в городе узнали о преступлении, и сыщик Флэкер сразу (как и весь город) стал подозревать Джима. Его посадили в тюрьму и назначили суд через месяц. А Том с Геком на следующий день обнаружили, что преступники скрылись в направлении реки. Они сразу сели на первый же пароход и стали выглядывать челнок. Там Гек встретил Короля и Герцога. Они договорились с ним, что могут приехать и сказать, что Джим уже совершил преступление на Юге, а вместо того, чтобы посадить его на Юге, на Юг его можно продать. И Гек согласился.
Наступил момент суда, но Король с Герцогом не появились. И вот суд. Сыщик Флэкер предоставил судье свои улики, и Гек сказал всё что знал. Наступила очередь Тома. И вдруг он сказал всю правду. Как они затеяли заговор, как расклеили объявления и листовки, как Джим протрубил в рог и как они хотели продать его самого Кроту Бредишу. Но судья и сыщик Флэкер назвали эту историю всего лишь «сказкой». И после этого в заседание суда вломились Король и Герцог. И они сказали: «Здравствуйте! Мы не опоздали?» И тут Том как закричит: «Я узнаю голоса — это убийцы!» Судья спросил, чем он это докажет. А Том сказал: «Если один из них не переобулся — вот отпечаток его левой подошвы». Посмотрели — так оно и есть. А Том: «Если эти вставные челюсти подойдут второму, это и есть тот самый беглый негр, которого мы видели в пристройке».